# 弦施
弦施，弦氏，名施，字多，春秋时期齐国的大夫。
范氏中行氏之乱，前491年（周敬王二十九年、鲁哀公四年、齐景公五十七年）七月，齐国的陈乞、弦施、卫国的甯跪救援晋国范氏。七月十四日，包围五鹿。九月，赵鞅包围邯郸。十一月，邯郸投降。荀寅逃亡到鲜虞，赵稷逃奔到临地。十二月，弦施迎接赵稷，拆毁了临地的城墙。齐景公死后，幼子安孺子即位。前489年（周敬王三十一年、鲁哀公六年、齐晏孺子元年）六月二十三日，陈乞、鲍牧和大夫们率领甲士进入公宫，拥立公子阳生。国夏、高张、晏圉、弦施一起逃亡鲁国。前484年（周敬王三十六年、鲁哀公十一年、齐简公元年）艾陵之战前，东郭书派人拿琴做礼品去问候弦多，说：“我不会再见到你了。”